# Goten-Halbinsel
Die Goten-Halbinsel ist eine größtenteils vereiste, 5,35 km breite und 4,4 km lange Halbinsel im Nordwesten der Anvers-Insel im Palmer-Archipel vor der Westküste der Antarktischen Halbinsel. Sie trennt die Perrier-Bucht von der Ricke Bay und endet im Quinton Point.
Britische Wissenschaftler kartierten sie 1980. Die bulgarische Kommission für Antarktische Geographische Namen benannte sie 2013 nach einem Berg im bulgarischen Balkangebirge.